# João Carlos Greenhalgh
João Carlos Greenhalgh (Minas Gerais, 1845 — Iguape, 9 de maio de 1919) foi um engenheiro agrimensor, que em 1873 estava a serviço do presidente da província de Santa Catarina.

## Biografia
Nascido no âmago de uma ilustre família de origem inglesa, casou em Laguna com Amélia Bessa Greenhalgh, filha de Antônio José de Bessa e de Florinda da Conceição Teixeira Nunes, neta de João Teixeira Nunes, o fundador de Tubarão.
Em ofício de 22 de junho de 1874, destinado ao presidente da província João Tomé da Silva, relata sobre o orçamento necessário para os reparos necessários à estrada da vila de Tubarão ao núcleo colonial de Braço do Norte. De acordo com seu ofício, "da barra do Braço do Norte ao rio Pequeno não existe estrada e nem ao menos caminhos".
Foi realizado em 1874, por uma comissão a cargo do engenheiro João Carlos Greenhalgh, o "Tombamento topográfico das terras patrimoniais de Sua Alteza Imperial e Seu Augusto Esposo", compreendendo a "1.ª Área de 522.000.000 metros quadrados, medida no Município de Tubarão, Província de Santa Catarina".
Auxiliou o engenheiro Charles Mitchell Smith Leslie, juntamente com o também engenheiro Carlos Othon Schlappal, na medição das terras do patrimônio dotal da Princesa Isabel, resultando na criação da Colônia Grão Pará.
De 1881 a 1882 foi engenheiro fiscal da Estrada de Ferro Donna Thereza Christina (EFDTC), sendo proprietário de terras em Oratório, no atual município de Orleans, pelas quais passaram os trilhos da estrada de ferro. Foi o primeiro diretor do Gymnasio Tubaronense, fundado em 1895 (ou 1897), onde suas filhas Amélia e Zulmira foram professoras.

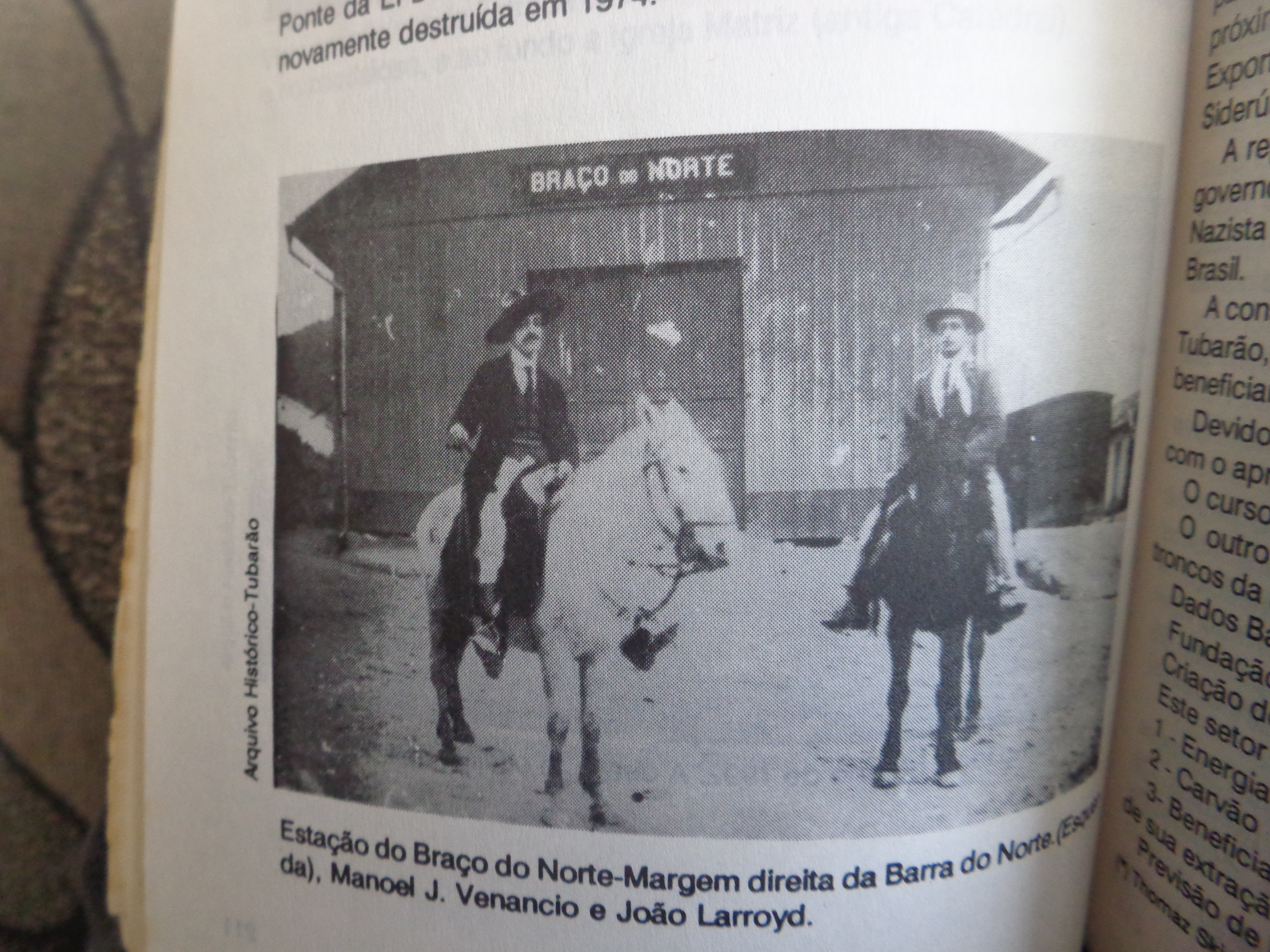
Estação Braço do Norte da Estrada de Ferro Donna Thereza Christina (EFDTC) em Barra do Norte, destruída na enchente de 1974

Possivelmente por ser engenheiro fiscal da EFDTC, em 1873 foi procurado pelo padre Guilherme Roer em nome dos colonos alemães que pretendiam estabelecer-se no vale do Braço do Norte, visto ter a estrada de ferro uma estação imediatamente na confluência do rio Braço do Norte no rio Tubarão, tendo encaminhado à presidência da província um telegrama comunicando tal fato. Literalmente, uma notícia do jornal O Despertador, de 23 de setembro de 1873, cita um telegrama enviado pela presidência da província ao engenheiro João Carlos Greenhalgh, respondendo a seu telegrama do dia anterior, constando
"... dizer-lhe que pode vmc. encarregar ao demarcador Manuel Rodrigues de proceder, com urgência, a medição dos terrenos concedidos aos alemães estabelecidos às margens do Braço do Norte do Tubarão".
Notícia de 1916: "João Carlos Greenhalgh decide vender diversos lotes de terra às margens do Tubarão e Oratório. Terras férteis, em mata virgem. Greenhalgh foi o 1º agrimensor das terras patrimoniais" (Colônia Grão Pará).